# Ischyropalpus turgidicollis
Ischyropalpus turgidicollis är en skalbaggsart som först beskrevs av Thomas Casey 1895.  Ischyropalpus turgidicollis ingår i släktet Ischyropalpus och familjen kvickbaggar. Inga underarter finns listade i Catalogue of Life.